# Joachim-Jérôme Quiot du Passage

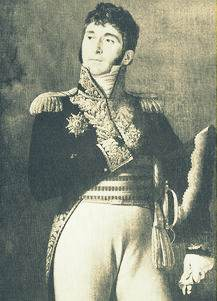
Joachim-Jérôme Quiot du Passage

Joachim-Jérôme Quiot du Passage (* 9. Februar 1775 in Alixan; † 12. Januar 1849 in Le Passage) war ein französischer General.

## Leben
Quiot du Passage trat 1791 als Kadett in die Armee ein und wurde u. a. von Claude-Victor Perrin gen. Victor ausgebildet. Er machte sehr schnell Karriere und konnte bereits als Capitaine an der Belagerung von Toulon teilnehmen. In den Kämpfen bei Collioure, Figueres (→Castell de Sant Ferran) und Boulon konnte er seine Tapferkeit beweisen.
1795, nach dem Friedensvertrag von Basel konnte Quiot du Passage nach Frankreich zurückkehren und wurde Aide-de-camp bei Perrin. Als solcher nahm er an Napoleons Italienfeldzug teil kämpfte bei Mantua (1796/97) und Rivoli (14./15. Januar 1797). Nach weiteren Beförderungen führte Quiot du Passage ein Kommando bei Verona (26. März 1799), Trebbia (17./18. Juni 1799) und Marengo (14. Juni 1800). Unter Befehl von Marschall Jean Lannes kämpfte er bei Ulm (16./19. Oktober 1805), bei Hollabrunn (16. November 1805) und Austerlitz (2. Dezember 1805). In der Schlacht bei Jena und Auerstedt (14. Oktober 1806) wurde Quiot du Passage schwer verwundet.
Nach dem Frieden von Tilsit (Juli 1807) wurde Quiot du Passage samt seinen Truppen nach Spanien befohlen, um dort die Napoleonischen Interessen durchzusetzen. Nach einer erfolglosen Belagerung Saragossas im Sommer 1808 wurde sie im darauffolgenden Jahr ein zweites Mal belagert. Unter Befehl Marschalls Nicolas Jean-de-Dieu Soult zeichnete sich Quiot du Passage in der Schlacht am Gévora (19. Februar 1811) und vor Albuera (16. Mai 1811) durch Tapferkeit aus und kämpfte in der Belagerung von Badajoz vergeblich gegen britische Truppen und musste sich Feldmarschall Arthur Wellington ergeben. Quiot du Passage kehrte mit seinen Truppen nach Frankreich zurück und wurde einige Zeit mit militärisch-administrativen Aufgaben betraut. Mit neuem Kommando nahm er an der Schlacht bei Kulm (29./30. August 1813) teil, wurde an der Schulter schwer verwundet und geriet in Kriegsgefangenschaft. Nach dem Friedensvertrag von Paris (20. Mai 1814) durfte er wieder in die Heimat zurückkehren. Als Nachfolger Generals Jacques Alexandre François Allix de Vaux nahm Quiot du Passage an der Schlacht bei Waterloo (18. Juni 1815) teil. Während der Restauration wurde er zum Parteigänger des Hauses Bourbon. Während der Julirevolution von 1830 enthielt er sich einer offiziellen Meinung, aber als Freund der Julimonarchie unterstützte er König Louis-Philippe I.
Mit Wirkung vom 1. Mai 1831 zog sich Quiot du Passage ins Privatleben zurück. Er ließ sich auf seinem Besitz in Le Passage bei Grenoble nieder und starb vier Wochen vor seinem 74. Geburtstag am 12. Januar 1849; er fand dort auch seine letzte Ruhestätte.

## Ehrungen
- 14. Oktober 1806 Chevalier der Ehrenlegion
- 21. Dezember 1808 Baron de l’Émpire
- 17. August 1822 Grand Officier der Ehrenlegion
- Sein Name finder sich am südlichen Pfeiler (22. Spalte) des Triumphbogens am Place Charles-de-Gaulle (Paris).